# جيم سميث (لاعب كرة قدم أمريكية)
جيم سميث (بالإنجليزية: Jim Smith)‏ هو لاعب كرة قدم أمريكية أمريكي، ولد في 4 نوفمبر 1946 في يازو سيتي في الولايات المتحدة.

## وصلات خارجية
- جيم سميث على موقع مرجع كرة القدم المحترفة.كوم (الإنجليزية)